# Jean-Baptiste Duvernoy
 (janvier 2017).
Si vous disposez d'ouvrages ou d'articles de référence ou si vous connaissez des sites web de qualité traitant du thème abordé ici, merci de compléter l'article en donnant les références utiles à sa vérifiabilité et en les liant à la section « Notes et références ».
Pour les articles homonymes, voir Duvernoy.
Jean-Baptiste Duvernoy, de son nom complet déclaré à sa naissance Pierre Lazare Jean-Baptiste Duvernoy (né le 21 floréal de l'An IX - soit le 11 mai 1801 à Varzy dans la Nièvre – décédé le 16 mars 1880 à Paris XVIe arrondissement) est un pianiste et compositeur français de l'époque romantique.
Il est surtout connu pour ses Études élémentaires, Op. 176, conçues afin d'améliorer la coordination des doigts et pour l'École du mécanisme, Op. 120. Il a également écrit plusieurs autres études sur l'amélioration de la coordination des doigts.